# Acetilsalicilna kislina
Acetílsalicílna kislína, tudi aspirín,  je salicilatna učinkovina, ki se pogosto uporablja kot analgetik (blaži bolečino), antipiretik (znižuje telesno temperaturo) in antiflogistik (zavira vnetje).
Salicilna kislina, glavni presnovek acetilsalicilne kisline, je integralni del človeške in živalske presnove. Človek jo veliko zaužije s hrano, precejšen del pa se je sintetizira endogeno.
Acetilsalicilna kislina ima tudi antitrombotične učinke, posredovane prek zaviranja tvorbe tromboksana, ki sicer medsebojno povezuje trombocitne molekule, s čimer se tvori trombocitni čep nad poškodovano žilno steno. Ker lahko trombocitni čep postane prevelik in ovira pretok krvi, se acetilsalicilna kislina v majhnih odmerkih uporablja tudi dolgotrajno za preprečevanje srčnega infarkta, možganske kapi in tvorbe krvnih strdkov pri ljudeh, ki jih to ogroža. V majhnih odmerkih se lahko acetilsalicilna kislina uporabi takoj po srčnem infarktu za preprečitev ponovnega infarkta ali odmrtja srčnega tkiva.
Acetilsalicilna kislina lahko tudi učinkovito preprečuje nekatere vrste raka, zlasti kolorektalni rak (rak debelega črevesa in danke).
Glavni neželeni stranski učinki acetilsalicilne kisline pri peroralnem jemanju so peptični ulkusi (razjede) in tinitus (zvenenje, piskanje v ušesih), posebno v večjih odmerkih. Pri otrocih in adolescentih se acetilsalicilna kislina za obvladovanje gripoznih simptomov in simptomov noric ne uporablja več, saj lahko povzroči Reyev sindrom.
Acetilsalicilna kislina spada v skupino zdravil, ki jih imenujemo nesteroidni antiflogistiki (nesteroidne protivnetne učinkovine; NSAID), vendar se po svojem mehanizmu delovanja razlikuje od preostalih učinkovin v tej skupini. Čeprav imajo vsi salicilati iz te skupine podobne učinke (antipiretične, antiflogistične, analgetične) in vsi zavirajo encim ciklooksigenazo, v nasprotju s preostalimi salicilati acetilsalicilna kislina učinkuje ireverzibilno in bolj na različico COX-1 kot COX-2 tega encima.
Aspirin je prvič leta 1897 sintetiziral Felix Hoffmann, kemik farmacevtskega podjetja Bayer. Podjetje Bayer je blagovno znamko Aspirin registriralo v Berlinu 6. marca 1899. Danes je acetilsalicilna kislina med najbolj prodajanimi zdravili na svetu. Vsako leto se je porabi okrog 40.000 ton.

## Vloga acetilsalicilne kisline kot zdravila proti miokardnemu infarktu
Acetilsalicilna kislina preprečuje nabiranje ali agregacijo trombocitov. V trombocitih so encimi ciklooksigenaze, ki sintetizirajo vazokonstrikcijski faktor tromboksan A2 (TA2). Ta sproži agregacijo trombocitov in pripomore k nastanku trombocitnega čepa. Tako lahko nastane trombus. Acetilsalicilna kislina ireverzibilno prepreči sintezo TA2 z acetiliranjem serinskega ostanka, ki je blizu aktivnega mesta ciklooksigenaze 1 (COX-1). Ta encim sintetizira ciklični endoperoksidni prekurzor za TA2. Trombociti ne morejo več proizvajati novih proteinov TA2.
Delovanje acetilsalicilne kisline na trombocitni COX-1 traja vso življenjsko dobo trombocita (7-10 dni). Popolna inaktivacija COX-1 je dosežena z rednim jemanjem 160 mg acetilsalicilne kisline dnevno. Učinkovita je v manjših odmerkih, kot so potrebni za druge učinke acetilsalicilne kisline. Številni poskusi kažejo, da je kot antitrombotično zdravilo maksimalno učinkovita pri odmerkih 50–320 mg/dan. Večji odmerki ne izboljšajo učinka, ampak ga zmanjšajo zaradi zaviranja produkcije prostaciklina PGI2. Pomanjkanje PGI2 poveča agregacijo trombocitov. Zato so tromboze bolj pogoste.